# Гольян Чекановского
Гольян Чекановского (лат. Rhynchocypris czekanowskii) — вид лучепёрых рыб из семейства карповых (Cyprinidae).

## Ареал
Вид встречается в Азии. Гольян Чекановского обитает в реках бассейна Северного Ледовитого океана: от реки Кара до реки Колыма; в водоемах бассейна реки Амур (обычен в верховьях, в среднем и нижнем течениях встречается редко). Встречается в Монголии: реки Туул, Онон и Керулен, Улдза, Халхин-Гол, озеро Буйр-Нур; Также обитает в Сибири (Обь, Енисей, Лена) и на Дальнем Востоке. Вид не обитает в реках охотоморского побережья. В бассейне реки Енисей обитает в небольших предгорных реках.

## Описание
Небольшая рыба, может достигать длины до 10 см. Масса достигает 30 г. Продолжительность жизни не более 5—6 лет. Тело гольяна Чекановского удлиненное, веретенообразное. Вид по морфологии имеет сходство с озёрным гольяном (Phoxinus percnurus). Рот полунижний. Лоб немного выпуклый. У гольяна Чекановского спина коричневая, брюшко светлое, бока коричнево-золотистые с тёмными пятнами. Тело полностью покрыто чешуей. Чешуя на брюхе немного меньше, чем чешуя на боках. Боковая линия неполная.

## Биология вида
По биологии близок к обыкновенному гольяну (Phoxinus phoxinus). Является типичным фито-бентофагом (питается водорослями, личинками зообентоса и летающими насекомыми). Основу рациона гольяна составляют личинки хирономид, фитопланктон, нитчатые водоросли и растительность.

## Особенности вида
Гольян Чекановского может обитать в реках, водоемах, протоках. Является более реофильным видом и не встречается с озёрным гольяном (Phoxinus percnurus) совместно. Очень пластичный вид, может приспосабливаться к различным средам обитания.
Половозрелыми самцы становятся при длине 5,2—5,8 см, а самки — 7,1 см. Нерест у гольяна Чекановского начинается в начале июня, когда температура воды достигает 16—19 °С.
Данный вид не имеет промыслового характера, но может служить важным объектом питания для многих хищников.
В охранном статусе не нуждается, так как имеет статус вида, вызывающий наименьшие опасения в исчезновении.

## Классификация
Систематика вида плохо изучена. Некоторыми авторами выделяется два подвида:
- Phoxinus czekanowskii czerskii Berg, 1912 — гольян Черского[источник не указан 2624 дня] из оз. Ханка
- Phoxinus czekanowskii suifunensis Berg, 1932 — суйфунский гольян[источник не указан 2624 дня] из приморских рек

Таксономический статус вида требует дополнительных исследований.